# Sojusz Trzech Cesarzy

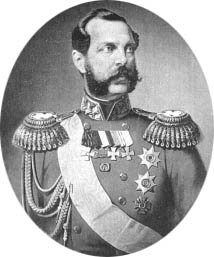
Aleksander II Romanow – Cesarz Wszechrusi

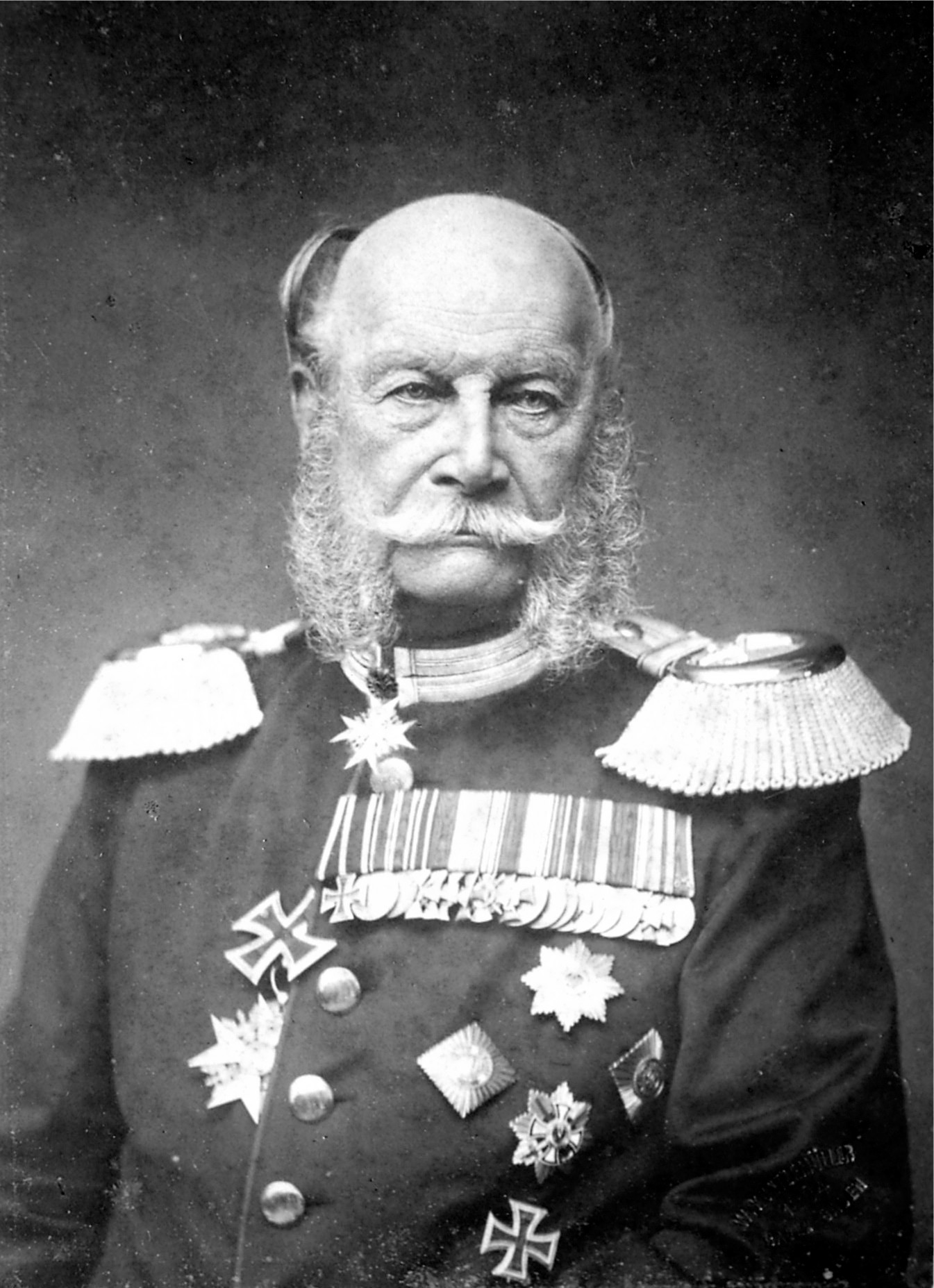
Wilhelm I Hohenzollern – cesarz niemiecki

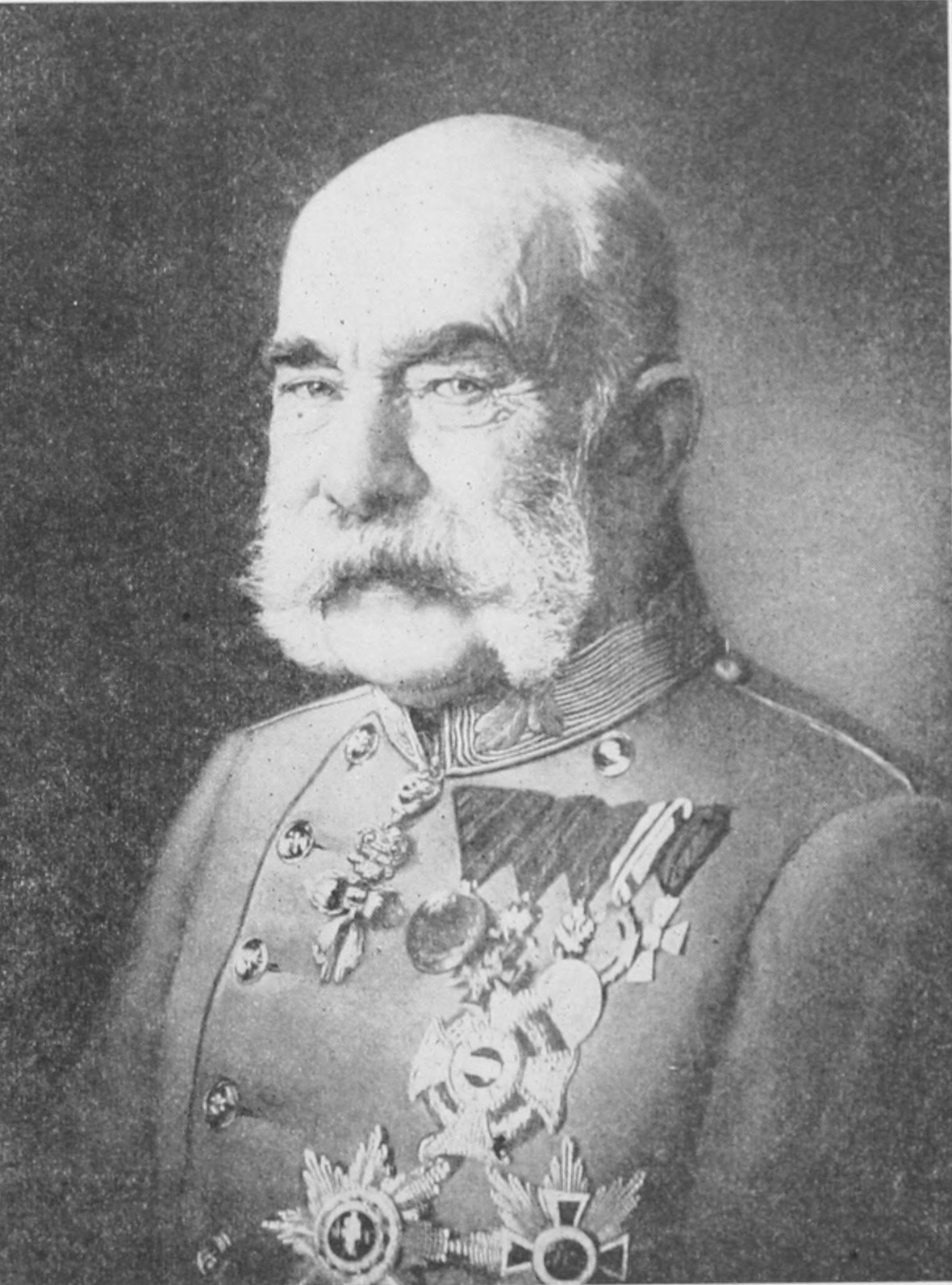
Franciszek Józef I – cesarz Austrii i król Węgier

Sojusz Trzech Cesarzy (niem. Dreikaiserabkommen, ros. Союз трёх императоров) – porozumienie monarchów trzech mocarstw, tj. Imperium Rosyjskiego, Cesarstwa Niemieckiego i Austro-Węgier sformalizowane 22 października 1873, na mocy którego zobowiązywali się oni do wzajemnych konsultacji w razie rozbieżnych interesów, zachowania pokoju w Europie oraz szukania wspólnego rozwiązania w razie agresji państw trzecich. Terytoria tych trzech mocarstw zajmowały łącznie prawie ⅔ powierzchni kontynentu. Sojusz był oczekiwany jako próba wskrzeszenia Świętego Przymierza z 1815.

## Sytuacja po zjednoczeniu Niemiec
Początek lat 70. XIX wieku przyniósł zmiany w polityce austro-węgierskiej. Z urzędu ministra spraw zagranicznych odszedł hrabia Friedrich von Beust, rzecznik konfrontacji z Prusami w celu odzyskania przez Austrię czołowej pozycji w Rzeszy Niemieckiej. 8 listopada 1871 jego miejsce zajął Węgier, hrabia Gyula Andrássy, zwolennik ekspansji C. K. Monarchii na Bałkanach. Uważał on, że jedynym państwem, które mogłyby poprzeć taką politykę są właśnie zjednoczone przez Prusy Niemcy, do tej pory nieobecne w tym regionie. Zwrot ten spotkał się z życzliwą reakcją Niemiec, jako że przesunięcie wektora ekspansji austriackiej na południe odciągało dwór Habsburgów od prób powrotu do polityki niemieckiej. Dodatkowo kanclerz Rzeszy, książę Otto von Bismarck, dostrzegał możliwość zajęcia pozycji mediatora pomiędzy Rosją a Austro-Węgrami. Obawiał się także porozumienia Rosji z pokonaną w wojnie francusko-pruskiej (1870-1871) Francją, w związku z czym już w 1871 podjął zabiegi dyplomatyczne mające dokonać zbliżenia między Berlinem a Petersburgiem. Zawarcie sojuszu francusko-rosyjskiego skutkowałoby tym, że Niemcy zostałyby w dużej części otoczone. Kanclerz Bismarck robił wszystko, aby politycznie izolować Francję. Austro-Węgry i Rosja wprawdzie rywalizowały ze sobą na Bałkanach, ale zbliżał je wspólny antagonizm względem Imperium Osmańskiego. Rosja chciała uzyskać swobodny dostęp do Morza Śródziemnego i jego szlaków handlowych (otwarcie korytarza przez Dardanele i Bosfor, kontrolowane przez Turcję) oraz pełnej władzy nad Morzem Czarnym (wojny rosyjsko-tureckie).
W lutym 1871 cesarz niemiecki Wilhelm I wysłał do cesarza Rosji Aleksandra II telegram, z wyrazami wdzięczności za postawę Rosji w wojnie z Francją. Tymczasem „Żelazny kanclerz” wskazywał na wspólnotę interesów obu państw, zwłaszcza w kontekście sprawy polskiej. Starano się też podkreślać dobre relacje łączące Hohenzollernów z Romanowami.

## Zawarcie układów
We wrześniu 1872 doszło do spotkania trzech monarchów w Berlinie. Nie podpisano wówczas żadnych formalnych aktów, jednak doszło do porozumienia w kwestii dążenia do umocnienia pozycji trzech dynastii, w czasach walki społeczeństw o liberalizację systemów. Ponadto Niemcy podkreśliły swoje poszanowanie dla integralności terytorialnej Austro-Węgier, a Aleksander II i Franciszek Józef I zgodzili się na wspólne konsultacje w kwestiach polityki bałkańskiej.

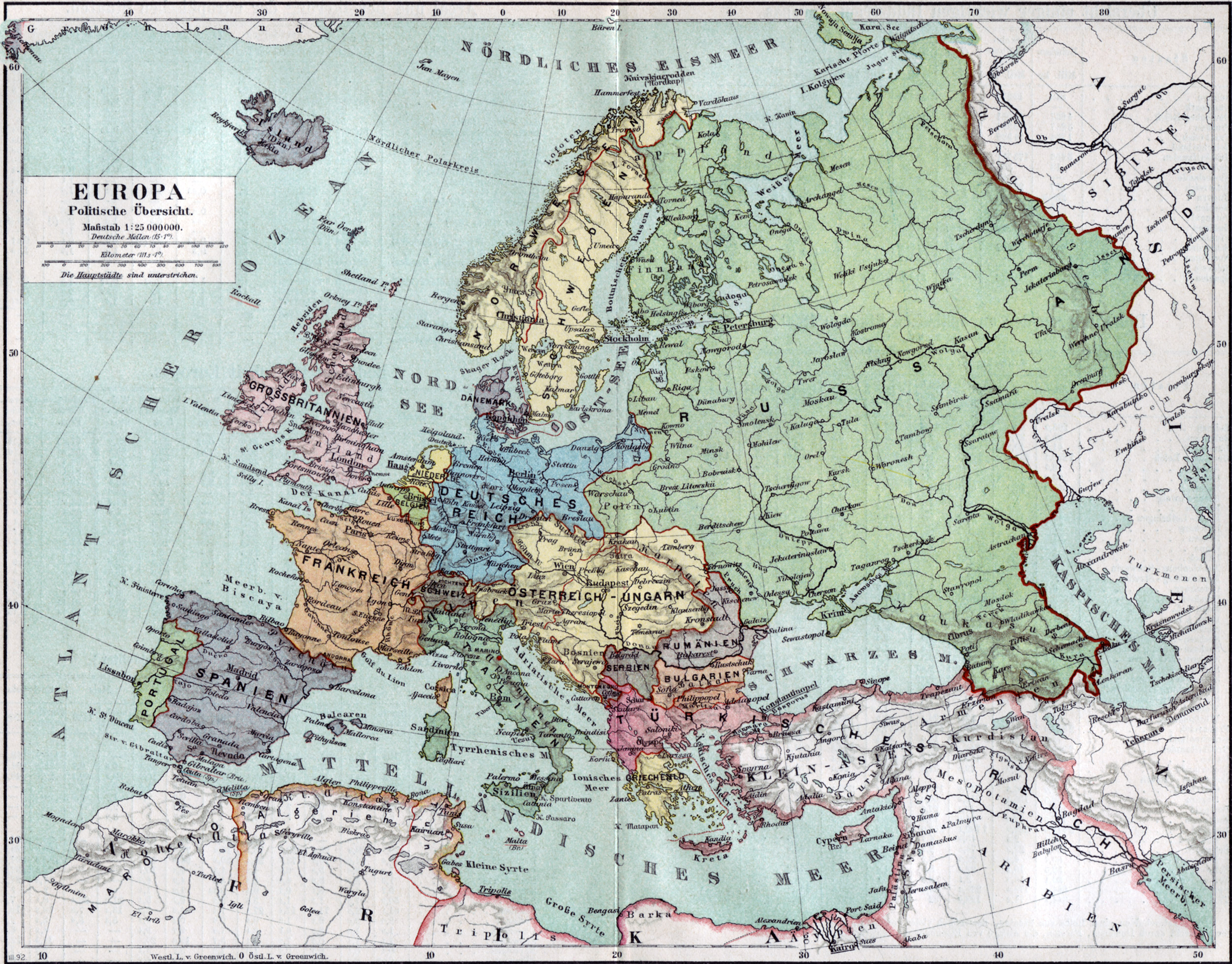
Europa w 1890

6 maja 1873 w Petersburgu doszło do zawarcia tajnej konwencji wojskowej, pomiędzy cesarzami niemieckim i rosyjskim. Na mocy porozumienia oba państwa zobowiązały się do utrwalenia stanu pokoju istniejącego obecnie w Europie i oddalenia ryzyka wojny oraz wzajemnej pomocy, w liczbie 200 tysięcy ludzi w oddziałach bojowych, w razie agresji państw trzecich. O treści konwencji poinformowano monarchę Austro-Węgier, a 6 czerwca 1873 w Schönbrunn zawarto porozumienie rosyjsko-austro-węgierskie. Władcy zobowiązali się w nim do wzajemnych konsultacji w razie rozbieżności punktów widzenia, zachowania, a jeśli trzeba, narzucenia pokoju w Europie oraz znalezienia porozumienia w razie agresji innego mocarstwa. 22 października 1873 do powyższego układu dołączył cesarz Wilhelm I, co zakończyło proces formalizowania Sojuszu Trzech Cesarzy.
Zawarty układ nie przebiegał bez nieporozumień. W 1879 prawie nastąpiło jego zerwanie, gdy po wojnie rosyjsko-tureckiej car Aleksander II zaprotestował, twierdząc, że we wszystkich ważnych kwestiach Niemcy stają po stronie Austro-Węgier. Bismarck, który w tym czasie przewodził polityce zagranicznej Niemiec, zaistniałą sytuację chciał wykorzystać jako pretekst do dokonania zmiany konfiguracji sojuszy, osłabienia związku z Rosją i zbliżenia się do Austrii. Aleksander II próbując ratować sytuację spotkał się z cesarzem Wilhelmem I 3-4 września 1879 w Aleksandrowie. Kryzys wyglądał na zażegnany, jednakże pozycja Bismarcka była tak silna, że przekonał swojego władcę, że nie można dłużej ufać Rosji. 7 października 1879 Niemcy zawarły tajny pakt z Austro-Węgrami (dwuprzymierze), w którym oba kraje zobowiązały się pomóc sobie w przypadku ataku ze strony Rosji. Rosjanie dowiedzieli się przypadkiem o istnieniu paktu dopiero około dziewięć lat później.
W 1881 i 1884 odnawiano sojusz, jednak stosunki między Rosją i Niemcami do 1887 tak się pogorszyły, że Rosja zerwała go. Konsekwencją zawarcia Sojuszu Trzech Cesarzy był traktat reasekuracyjny z 18 czerwca 1887. Bismarck osiągnął swój cel, zapobiegł zyskaniu nowych sojuszników przez Francję i utrzymał ją w izolacji. Ostatecznym końcem umowy był sojusz francusko-rosyjski zawarty w 1892.